# Nasielsk Miasto
Nasielsk Miasto – zlikwidowana wąskotorowa stacja kolejowa w Nasielsku, w województwie mazowieckim, w Polsce.